# Old Orchard Beach (Maine)
Old Orchard Beach – miasto w Stanach Zjednoczonych, w stanie Maine, w hrabstwie York.